# Beilicats de Canik
Els beilicats de Canik (turc Canik beylikleri) és el nom que reberen un grup de petits principats oghuz al nord d'Anatòlia durant els segles xiv i xv.

## Rerefons
Després de la batalla del Kösedağ en 1243, els mongols il-khànide esdevingueren amos i senyors d'Anatòlia de facto. Els sultans seljúcides es convertiren en titelles dels il-khànides i els antics generals dels seljúcides, així com les tribus oghuz presents al reialme seljúcida que acceptaren la suzerania dels il-khànides, s'establiren com a principats semi-independents, anomenats beilicats. Però al bell mig de la Regió de la Mar Negra d'Anatòlia no hi havia un líder dominant i van ser fundats un seguit de beilicats per part de membres de la mateixa família. Aquests beilicats eren fins i tot més petits que els beilicats d'altres regions d'Anatòlia, i eren de fet vassalls nominals d'Eretna. Vivien en una lluita freqüent i la seva història és molt turbulenta. Els historiadors els anomenen a tots ells com a beilicats de Canik (en realitat, Canik és el nom d'un sistema muntanyós al mig de la regió de la Mar Negra, així com una de les municipalitats de segon nivell de la Gran Samsun).

## Beilicats
En la següent taula, els noms usualment fan referència al fundador del beilicat, (on el sufix -oğulları significa 'fills de') amb l'excepció de Bafra, que és el nom de la capital del beilicat.
| Nom del beilicat | Capital  | Data d'acabament |
| ---------------- | -------- | ---------------- |
| Bafra            | Bafra    | 1460             |
| Hacıemiroğulları | Ordu     | 1427             |
| Kubatoğulları    | Ladik    | 1428             |
| Kutluşah         | Amasya   | 1381             |
| Tacettinoğulları | Niksar   | 1415             |
| Taşanoğulları    | Merzifon | 1398             |

Tots els beilicats foren incorporats a l'Imperi Otomà.

## Els monarques
Alguns membres de les dinasties són:
Kutluşah:
- Hacı Kutlu Şah Bey (1340-1361)
- Hacı Şâdgeldi Bey (1361-1381)
- Fahrüddîn Ahmed Bey (1381-1393)

Tacettinoğulları (Tâcüddînoğulları)
- Tâcüddîn Doğan Şah (1308-1346)
- Tâcüddîn Bey (1346-1387)
- Mahmud Çelebi (1387-1423)
- Hüsâmüddîn Hasan Bey (1423-1425)

Hacıemiroğulları (Bayramoğulları)
- Hacı Bayram Bey (1313-1331)
- Hacı Emir Bey (1331-1361)
- Süleyman Bey (1386-1392)